# New York Drama Critics' Circle Awards

Les New York Drama Critics’ Circle Awards (« prix du Cercle des critiques dramatiques de New York ») sont des distinctions théâtrales américaines créées en 1936 et récompensant chaque année
(au mois de mai) la meilleure nouvelle pièce de théâtre de la saison.
C’est le plus ancien prix théâtral des États-Unis après le prix Pulitzer (Pulitzer Prize for drama). Il est décerné par vingt-deux critiques dramatiques issus de journaux quotidiens, de magazines, et d’agences de presse nationales, tous provenant de la métropole new-yorkaise, réunis au sein du New York Drama Critics’ Circle.
Quatre autres prix peuvent être accordés : meilleure comédie musicale, meilleure pièce étrangère, meilleure pièce américaine et prix/mention spécial(e). 

## Historique
Fondé en 1935 à l’hôtel Algonquin, le New York Drama Critics’ Circle comprenait à l'origine des personnalités telles que Brooks Atkinson, Walter Winchell et Robert Benchley. Le premier prix a été décerné à Maxwell Anderson pour sa pièce Winterset.

## Membres actuels
- Associated Press
- Back Stage
- Bergen Record
- Bloomberg News
- Entertainment Weekly
- Gannett Newspapers
- New York Daily News
- New York Magazine
- New York Observer
- New York Post
- New York Sun
- Newsday
- Star Ledger
- The New Yorker
- Time
- Time Out New York
- USA Today
- Variety
- Village Voice
- Wall Street Journal

## Palmarès

### Meilleure pièce
- 1936 : Winterset de Maxwell Anderson
- 1937 : High Tor de Maxwell Anderson
- 1938 : Of Mice and Men de John Steinbeck
- 1939 : The Time of Your Life (en) de William Saroyan
- 1945 : The Glass Menagerie de Tennessee Williams
- 1947 : Ils étaient tous mes fils (All My Sons) de Arthur Miller
- 1948 : A Streetcar Named Desire de Tennessee Williams
- 1949 : Death of a Salesman de Arthur Miller
- 1953 : Picnic de William Inge
- 1955 : Cat on a Hot Tin Roof de Tennessee Williams
- 1957 : Long Day’s Journey into Night de Eugene O'Neill
- 1959 : A Raisin in the Sun de Lorraine Hansberry
- 1962 : The Night of the Iguana de Tennessee Williams
- 1963 : Who’s Afraid of Virginia Woolf? de Edward Albee
- 1965 : The Subject Was Roses de Frank D. Gilroy
- 1967 : The Homecoming de Harold Pinter
- 1968 : Rosencrantz and Guildenstern Are Dead de Tom Stoppard
- 1973 : The Changing Room de David Storey
- 1978 : Da de Hugh Leonard
- 1981 : Crimes du cœur de Beth Henley
- 1983 : Brighton Beach Memoirs de Neil Simon
- 1984 : The Real Thing de Tom Stoppard
- 1985 : Ma Rainey’s Black Bottom de August Wilson
- 1986 : A Lie of the Mind de Sam Shepard
- 1987 : Fences de August Wilson
- 1988 : Joe Turner’s Come and Gone de August Wilson
- 1989 : The Heidi Chronicles de Wendy Wasserstein
- 1990 : The Piano Lesson de August Wilson
- 1991 : Six Degrees of Separation de John Guare
- 1992 : Dancing at Lughnasa de Brian Friel
- 1993 : Angels in America: Millennium Approaches de Tony Kushner
- 1994 : Three Tall Women de Edward Albee
- 1995 : Arcadia de Tom Stoppard
- 1996 : Seven Guitars de August Wilson
- 1997 : How I Learned To Drive de Paula Vogel
- 1998 : « Art » de Yasmina Reza
- 1999 : Wit de Margaret Edson
- 2000 : Jitney de August Wilson
- 2001 : Proof de David Auburn
- 2002 : The Goat: or, Who is Sylvia? de Edward Albee
- 2003 : Take Me Out de Richard Greenberg
- 2004 : Intimate Apparel de Lynn Nottage
- 2005 : Doubt de John Patrick Shanley
- 2006 : The History Boys de Alan Bennett
- 2007 : The Coast of Utopia de Tom Stoppard
- 2008 : Un été à Osage County (August: Osage County) de Tracy Letts
- 2009 : Ruined de Lynn Nottage
- 2010 : The Orphans' Home Cycle de Horton Foote
- 2011 : Good People de David Lindsay-Abaire
- 2012 : Sons of the Prophet de Stephen Karam
- 2013 : Vanya and Sonia and Masha and Spike de Christopher Durang

### Meilleure comédie musicale
- 1946 : Carousel de Richard Rodgers et Oscar Hammerstein II
- 1951 : Guys and Dolls de Frank Loesser, Abe Burrows et Jo Swerling
- 1956 : My Fair Lady de Frederick Loewe et Alan Jay Lerner
- 1957 : The Most Happy Fella de Frank Loesser
- 1958 : The Music Man de Meredith Willson
- 1960 : Fiorello! de Jerry Bock, Sheldon Harnick, George Abbott et Jerome Weidman
- 1965 : Fiddler on the Roof de Jerry Bock, Sheldon Harnick et Joseph Stein
- 1967 : Cabaret  de John Kander, Fred Ebb et Joe Masteroff
- 1970 : Company de Stephen Sondheim et George Furth
- 1971 : Follies de Stephen Sondheim et James Goldman
- 1972 : Two Gentlemen of Verona de Galt MacDermot, John Guare et Mel Shapiro
- 1975 : A Chorus Line de Marvin Hamlisch, James Kirkwood et Nicholas Dante
- 1977 : Annie de Charles Strouse, Martin Charnin et Thomas Meehan
- 1983 : Little Shop of Horrors de Alan Menken et Howard Ashman
- 1984 : Sunday in the Park with George de Stephen Sondheim et James Lapine
- 1987 : Les Misérables de Claude-Michel Schönberg et Alain Boublil
- 1984 : Into the Woods de Stephen Sondheim et James Lapine
- 1990 : City of Angels de Larry Gelbart, Cy Coleman et David Zippel
- 1993 : Kiss of the Spider Woman de John Kander, Fred Ebb et Terrence McNally
- 1996 : Rent de Jonathan Larson
- 1997 : Violet de Jeanine Tesori anet d Brian Crawley
- 1998 : The Lion King de Elton John, Tim Rice, Roger Allers et Irene Mecchi
- 1999 : Parade de Jason Robert Brown et Alfred Uhry
- 2000 : James Joyce’s The Dead de Shaun Davey et Richard Nelson
- 2001 : The Producers de Mel Brooks et Thomas Meehan
- 2003 : Hairspray de Marc Shaiman, Scott Wittman, Thomas Meehan et Mark O’Donnell
- 2006 : The Drowsy Chaperone de Bob Martin, Don McKellar, Lisa Lambert et Greg Morrison
- 2007 : Spring Awakening de Duncan Sheik et Steven Sater
- 2008 : Passing Strange de Stew et Heidi Rodewald
- 2009 : Billy Elliot, the Musical de Elton John et Lee Hall
- 2011 : The Book of Mormon de Trey Parker, Matt Stone et Robert Lopez
- 2012 : Once de Glen Hansard et Marketa Irglova
- 2013 : Matilda the Musical de Tim Minchin et Dennis Kelly

### Meilleure pièce étrangère
- 1941 : The Corn is Green de Emlyn Williams
- 1942 : Blithe Spirit de Noel Coward
- 1957 : No Exit de Jean-Paul Sartre
- 1950 : The Cocktail Party de T. S. Eliot
- 1955 : Witness for the Prosecution d'Agatha Christie
- 1957 : The Waltz of the Toreadors de Jean Anouilh
- 1958 : Look Back in Anger de John Osborne
- 1961 : A Taste of Honey de Shelagh Delaney
- 1980 : Betrayal de Harold Pinter
- 1983 : Plenty de David Hare
- 1989 : Aristocrats de Brian Friel
- 1996 : Molly Sweeney de Brian Friel
- 1997 : Skylight de David Hare
- 1999 : Closer de Patrick Marber
- 2000 : Copenhagen de Michael Frayn
- 2003 : Talking Heads de Alan Bennett
- 2005 : The Pillowman de Martin McDonagh
- 2009 : Black Watch de Gregory Burke
- 2011 : Jerusalem de Jez Butterworth
- 2012 : Tribes de Nina Raine

### Meilleure pièce américaine
- 1971 : The House of Blue Leaves de John Guare
- 1973 : Hot L Baltimore de Lanford Wilson
- 1977 : American Buffalo de David Mamet
- 1981 : Crimes of the Heart de Beth Henley
- 1992 : Two Trains Running de August Wilson
- 1995 : Love! Valour! Compassion! de Terrence McNally
- 1998 : Pride’s Crossing de Tina Howe
- 2001 : Proof de David Auburn
- 2007 : Radio Golf de August Wilson

### Prix spéciaux et mentions spéciales
- 1952 : Don Juan in Hell de George Bernard Shaw
- 1963 : Beyond the Fringe (en) de Alan Bennett, Peter Cook, Jonathan Miller (en) et Dudley Moore
- 1964 : Les Troyennes d'Euripide
- 1966 : Mark Twain Tonight de Hal Holbrook
- 1971 : Sticks and Bones de David Rabe (en) ; Old Times de Harold Pinter
- 1980 : Peter Brook et le Centre international de créations théâtricales à La Mama
- 1981 : Lena Horne pour Lena Horne: The Lady and Her Music ; The Pirates of Penzance au New York Shakespeare Festival
- 1983 : Young Playwrights Festival
- 1984 : Samuel Beckett pour l'ensemble de son œuvre
- 1986 : The Search for Signs of Intelligent Life in the Universe de Lily Tomlin et Jane Wagner
- 1989 : Largely New York de Bill Irwin
- 1992 : Eileen Atkins dans A Room of One’s Own
- 1994: Anna Deavere Smith dans Twilight: Los Angeles, 1992 ; Horton Foote au Signature Theatre Company
- 1997 : Cabaret par Encores! (Broadway revival)
- 1998 : Cabaret par le Roundabout Theatre Company (Broadway revival)
- 1999 : David Hare
- 2002 : Elaine Stritch dans Elaine Stritch At Liberty
- 2004 : Barbara Cook
- 2006 : John Doyle (en), Sarah Travis dans Sweeney Todd et Christine Ebersole dans Grey Gardens
- 2007 : Journey’s End (Broadway revival)
- 2009 : Angela Lansbury ; Matthew Warchus et la distribution de The Norman Conquests ; Gerard Alessandrini dans Forbidden Broadway
- 2010 : Lincoln Center Festival ; Viola Davis ; Annie Baker
- 2011 : The Normal Heart ; Mark Rylance pour La Bête et Jerusalem; War Horse
- 2012 : Signature Theatre Company ; Mike Nichols
- 2013 : Soho Rep ; New York City Center pour Encores! ; John Lee Beatty